# Боуэнс, Энтони
Энтони Боуэнс (англ. Anthony Bowens, род. 18 декабря 1990, Натли, Нью-Джерси) — американский рестлер, в настоящее время выступающий в All Elite Wrestling (AEW), где он работает с Максом Кастером в команде под названием «Признанные» (англ. The Acclaimed). Они являются бывшими однократными командными чемпионами мира AEW.

## Ранняя жизнь
Боуэнс родился в Натли, Нью-Джерси. Он посещал среднюю школу Натли и Государственный университет Монтклер. Он играл в бейсбол одиннадцать лет, в том числе в Университете Монтклер и Университете Сетон Холл, играя по два сезона за «Пиратов» и «Красных ястребов». О нём узнал рестлер Сантино Марелла, который спросил его, думал ли он когда-нибудь о рестлинге. В дальнейшем он тренировался у Пэта Бака.

## Карьера в рестлинге
Боуэнс начал тренироваться в 2012 году и дебютировал в рестлинге в 2013 году. В ноябре 2016 года он получил сотрясение мозга во время матча на WWE NXT.
После восстановления после травмы Боуэнс активно работал в независимых рестлинг-промоушенах, таких как Combat Zone Wrestling и Beyond Wrestling, а также выступал в Global Force Wrestling и Total Nonstop Action Wrestling. В 2016 и 2017 годах он дважды завоевывал титул чемпиона WrestlePro в тяжелом весе. 21 января 2017 года Боуэнс бросил вызов Дрю Гэллоуэю, в котором безуспешно боролся за титул чемпиона мира в тяжелом весе WCPW на шоу Battle Club Pro Fight Forever, что стало первой защитой титула за пределами Великобритании.
В ноябре 2020 года президент All Elite Wrestling Тони Хан объявил, что Боуэнс вместе с Максом Кастером подписали пятилетний контракт с промоушеном. В объявлении также говорилось, что Боуэнс и Кастер будут выступать в команде под названием «Признанные».

## Личная жизнь
Боуэнс — открытый гей. Он болеет за команду «Сан-Франциско Джайантс» и ранее работал в производственном отделе студии MLB Network.

## Титулы и достижения
- All Elite Wrestling
  - Командный чемпион мира AEW (1 раз) — с Максом Кастером[12]
  - Чемпион мира AEW среди трио (1 раз) — с Макс Кастером и Билли Ганном
- Battle Club Pro
  - Чемпион франшизы BCP (1 раз)[13]
- Independent Wrestling Federation
  - Чемпион IWF в полутяжёлом весе (1 раз)[14]
- Pro Wrestling Illustrated
  - № 304 в топ 500 рестлеров в рейтинге PWI 500 в 2021[15]
- WrestlePro
  - Золотой чемпион WrestlePro (3 раза)[16]
  - Dream 16 (2019)[17]
- Wrestling Observer Newsletter
  - Самый прогрессирующий (2022) — с Максом Кастером